# Matthias Rebstock
Matthias Rebstock (* 1970 in Rottweil) ist ein deutscher Professor, Regisseur und Autor.

## Leben
Rebstock studierte Klavier und Schulmusik an der Universität der Künste Berlin und Philosophie an der Technischen Universität Berlin und am King’s College London. Von 2001 bis 2004 war er Stipendiat des Graduiertenkollegs „Praxis und Theorie des künstlerischen Schaffensprozesses“ an der UdK Berlin. Er promovierte 2005 bei Helga de la Motte-Haber an der Technischen Universität Berlin mit einer Arbeit über das instrumentale Theater von Mauricio Kagel. Von 2000 bis 2005 war er Lehrbeauftragter an der UdK Berlin für Experimentelles Musiktheater. 2006 übernahm er eine Juniorprofessur an der Stiftung Universität Hildesheim. Seit 2011 ist er Professor für Szenische Musik und Leiter des Instituts für Musik und Musikwissenschaft. Er forscht zu Praktiken und Ästhetiken zeitgenössischen Musiktheaters und zur Performativität von Klang und Musik.
Neben seiner Tätigkeit an der Universität arbeitet Rebstock als Regisseur für zeitgenössisches Musiktheater und inszeniert hauptsächlich Uraufführungen im Bereich der neuen Musik und des Musiktheaters und entwickelt eigene Stücke, die sich im Grenzbereich zwischen Musik, Theater und digitalen Medien befinden. Von 2001 bis 2011 leitete er das Musiktheaterensemble leitundlause. Seit 2004 verbindet ihn eine enge Zusammenarbeit mit der Komponistin Elena Mendoza, in der seither Werke in gemeinsamer Autorschaft entstehen. Seine Arbeiten wurden auf zahlreichen internationalen Bühnen und Festivals aufgeführt wie der Staatsoper Stuttgart, Nationaltheater Mannheim, Stadttheater Bern, Schauspielhaus Berlin, Neuköllner Oper, Biennale für Musiktheater München, ECLAT Stuttgart, musicadhoy Madrid, New Music Festival Stockholm, Musica Nova Sao Paulo.
Rebstock ist außerdem Autor von Büchern und Fachartikeln zu Formen der Inszenierung von Musik und Gründungsmitglied des Vereins „Zeitgenössisches Musiktheater Berlin“ sowie des Festivals „BAM! – Berliner Festival für aktuelles Musiktheater“.

## Werk

### Regie (Theater)
- „Niebla“, von Elena Mendoza und Matthias Rebstock, Kunstforum Hellerau, Dresden 2007, ausgezeichnet mit dem Preis von Music theatre now 2008[6]
- „Referentinnen. Geschichten aus der zweiten Reihe“, zusammen mit Tilman Rammstedt, Knut Jensen und dem Ensemble leitundlause, Neuköllner Oper 2008
- „Visiones – Ficciones“, Uraufführung szenischer Kompositionen von Elena Mendoza, José Maria Sanchez-Verdú und Michael Hirsch mit den Neuen Vocalsolisten Stuttgart, ECLAT Festival Stuttgart, Konzerthaus Berlin, Gasteig München, 2009
- „Schreberzone“ von und mit dem Ensemble schindelkilliusdutschke, Neuköllner Oper Berlin 2010
- „Brachland. Geschichten vom Nichts“, zusammen mit Tilman Rammstedt, Michael Emanuel Bauer und dem Ensemble leitundlause, Neuköllner Oper, Berlin und Bauhausbühne Dessau 2010
- „Die Geisterinsel“, Uraufführung der Oper von Ming Tsao, Staatsoper Stuttgart 2011
- „Fernweh. Aus dem Leben eines Stubenhockers“, von Hermann Bohlen, Michael Emanuel Bauer und dem Ensemble leitundlause, Neuköllner Oper 2012
- „Neither“, Oper in einem Akt von Morton Feldman, Konzert Theater Bern 2013
- „Lezioni die Tenebra“, Uraufführung des Musiktheaters von Lucia Ronchetti, Konzerthaus Berlin, Parco de la Musica, Rom, Kunstfestspiele Herrenhausen 2011, Biennale Salzburg 2013
- „Utopien.“, Musikalisches Kammertheater für sechs Stimmen und Instrumentalensemble von Dieter Schnebel, Neue Vocalsolisten Stuttgart, Münchener Biennale für Musiktheater 2014, Konzerthaus Berlin 2015, Stuttgart und Schwäbisch Gmünd 2018
- „Büro für postidentisches Leben – Eine Spekulation über die Freiheit“, zusammen mit Tilman Ramstedt, Marc Rosic und Raquel Garcia Tomás, GREC Festival Barcelona / Neuköllner Oper 2016
- „La Ciudad de las Mentiras“, von Elena Mendoza und Matthias Rebstock, Teatro Real Madrid 2017
- „Funkhaus Weimar – mit Nietzsche auf Sendung – Eine musiktheatrale Spurensuche nach dem 'Neuen Menschen'“, Rebstock & Compagnons, Kunstfest Weimar 2018
- „Der Fall Babel“, von Elena Mendoza und Matthias Rebstock, Schwetzinger Festspiele 2019

### Regie (Film)
- 2003: „Hacienda del Teatro“, zusammen mit Daniel Ott und Reinhard Manz, point de vue, Basel 2003

### Monografien
- „Komposition zwischen Musik und Theater – Das instrumentale Theater von Mauricio Kagel zwischen 1959 und 1965“, sinefonia 6, Wolke Verlag Hofheim, 2007, 376 S., ISBN 3-936000-66-2.

### Herausgeberschaften
- Christa Brüstle, Matthias Rebstock und Holger Schulze: musik / politik, Jahrbuch der berliner gesellschaft für neue musik, Saarbrücken 2004
- Christa Brüstle und Matthias Rebstock: reflexzonen / migrationen, Jahrbuch der berliner gesellschaft für neue musik, Saarbrücken 2006
- Christa Brüstle und Matthias Rebstock: VideoKonzerte. Dokumentations DVD zur gleichnamigen Veranstaltungsreihe der berliner gesellschaft für neue musik, Berlin 2007
- Hajo Kurzenberger, Hanns-Josef Ortheil und Matthias Rebstock: Kollektive in den Künsten, Hildesheim 2008
- Matthias Rebstock und David Roesner: Composed Theatre. Aesthetics. Practices. Processes, Intellect, Herbst 2011, ISBN 9781783200160
- ITI Zentrum Deutschland und Matthias Rebstock: Freies Musiktheater in Europa / Independent Music Theater in Europe, transcript Verlag, 2020